# Мангас Колорадас
Ма́нгас Колора́дас (исп. Mangas Coloradas, ок.1791 — 18 января 1863) — вождь чихенне, одной из групп чирикауа-апачей. Он более 50 лет возглавлял своих людей в борьбе против мексиканцев и американцев.

## Ранние годы
Мангас Колорадас родился приблизительно в 1791 году в одной из общин чихенне. К 1814 году он становится одним из лидеров восточных чирикауа, а в 1820 году вождём. После того, как его дочь вышла замуж за Кочиса, возросло его влияние среди чоконенов, центральных чирикауа.
Его имя на языке чирикауа означает Красные Рукава, испанцы преобразовали его в Мангас Колорадас, имя, под которым он и стал известен в истории. Большую часть своей молодости Мангас Колорадас прожил на исторической территории чихенне, вблизи современного американского города Силвер-Сити. Он рос в мирный период чирикауа. Его семейство состояло из деда по материнской линии, родителей, братьев и сестёр, большинство их имён сегодня неизвестно.

## Военный лидер
После того, как в 1837 году в результате вероломного нападения торговцев погиб Хуан Хосе Компас, военный вождь мимбреньо, одной из общин чихенне, Мангас Колорадас становится лидером всех восточных чирикауа и совершает несколько рейдов на поселения мексиканцев в Соноре.
Когда американские военные прибыли на Юго-Запад  осенью  1846  года, отношения между чирикауа и Мексикой были враждебными. Причиной их появления там являлась начавшаяся 24 апреля 1846 года американо-мексиканская война. После того как чирикауа узнали, что солдаты США начали войну с Мексикой, то они пообещали американским военным безопасное передвижение по своим землям. Вожди индейцев, включая Мангаса Колорадаса, посчитали вновь прибывших союзниками и выразили желание предоставить им по возможности любую помощь. В том же году лидер чихенне подписал первый договор с американскими властями.
В 1851 году районе Пинос-Альтос группа шахтёров, работавших там, напала на чирикауа. Мангас Колорадас был схвачен. Его привязали к дереву и жестоко избили. Переселенцы продолжали нарушать условия договора между правительством США и чирикауа. В ответ индейцы стали нападать на белых людей. В 1860 году на землях чирикауа было обнаружено золото. Сотни старателей устремились на территорию апачей. Конфликт разгорелся с новой силой. После начала Гражданской войны Мангас Колорадас и Кочис, лидер чоконенов, заключили союз с целью изгнать американцев со своих земель. Под их руководством находилось около 250 воинов. Они сражались как против северян, так и против конфедератов. В 1862 году войска Союза столкнулись с Мангасом Колорадасом, Кочисом и их воинами. В произошедшей битве при Апаче-Пасс Мангас Колорадас был тяжело ранен в грудь, но сумел выжить. Чирикауа отправили его в Мексику, где он поправился.

## Смерть
Летом 1862 года Мангас Колорадас после встречи с посредниками решает отправиться на переговоры с американцами. В январе 1863 года он прибывает к форту Маклейн, который располагался на юго-западе Нью-Мексико.
Мангас Колорадас прибыл в форт под белым флагом. Джозеф Родман Уэст, бригадный генерал армии США и Калифорнийских добровольцев, обманул вождя чихенне и не стал вести с ним переговоры. Его солдаты схватили Мангаса Колорадаса и пытали всю ночь — кололи его штыками, предварительно нагрев их на костре, после чего убили лидера апачей. На следующий день американские военные отрубили голову вождя, а изуродованные останки оставили в покинутом лагере.
Бесславное убийство Мангаса Колорадаса лишь усилило вражду между чирикауа-апачами и США.